# Аттила (мундир)

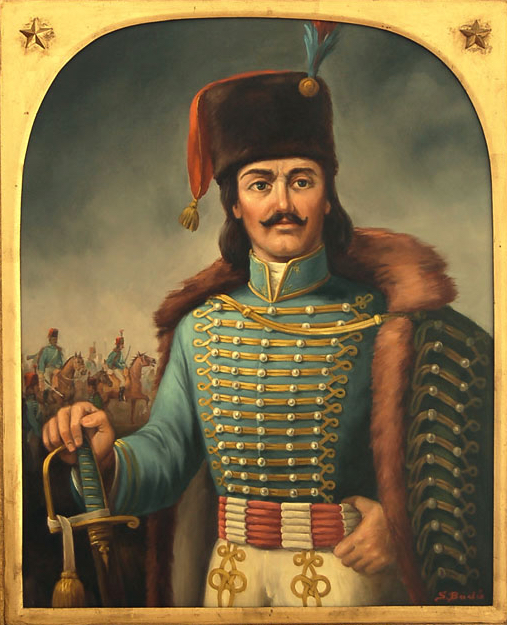
Міхай Ковац, угорець, засновник кавалерії США, вдягнений в атиллу

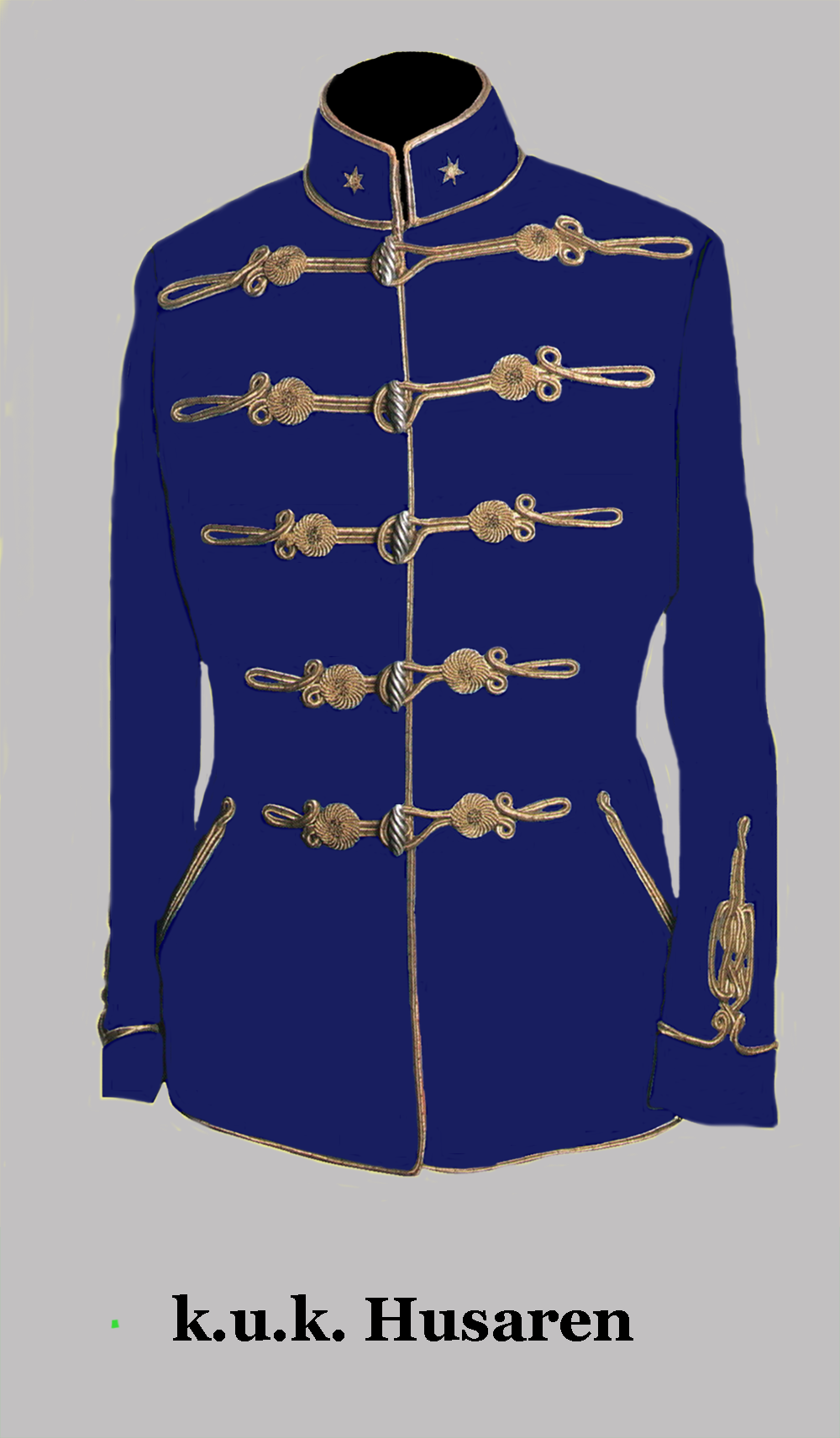
Аттила лейтенанта гусарів

Атти́ла (нім. Attila) — короткий плащ угорського національного одягу, на основі якого згодом виник однойменний мундир угорських гусарів. Традиційно полки гусарів формувалися з рекрутів саме угорської частини Австрійської імперії, а потім дуалістичної монархії Австро-Угорщина. Як наслідок, риси народного одягу перейшли на гусарський мундир. З 1849 року аттили почали замінювати інший вид мундиру — доломан (теж на основі угорського народного костюму).
Коріння аттіли сягають 16 ст., коли угорці почали носити короткі плащі на одне плече. Вони були прикрашені шнурами, які і майбутня уніформа гусарів. Ці плащі були щоденним одягом як звичайних селян, так і шляхетних осіб, чиновників.

## Аттіла гусарів армії Австро-Угорщини
Цей вид мундиру шився з світло-синього, або темно-синього сукна (залежно від полку). Комір такого ж кольору, як і мундир. Обкантований шнуром жовтого кольору. Спина та рукави теж прикрашені орнаментом зі шнурів. На лівому плечі петлиця.
На грудях пришито 5 пар шнурів (бранденбургів) для застібання аттили. З одного боку вони пришиті у вигляді трилисника, а з другого зроблені для виконання своєї функції. Шнури на правій частині мають на кінці ґудзики, а на лівій — петлі. Ґудзики теж мають специфічну назву — «маслини». На передній частині в районі стегон пришиті кишені.
В офіцерському мундирі замість жовтого шерстяного шнуру використовувався золотий. Залежно від полку ґудзики або позолочені, або посріблені. Також на комірці прикріплялися різна кількість і колір зірочок, залежно від рангу.
До 1906 року такі ж мундири носили вояки гонведу — угорського ландверу.

## Кольори мундиру і «маслин» різних полків
| Полк | Аттіла       | «Маслини» |
| ---- | ------------ | --------- |
| 8    | темно-синій  | жовтий    |
| 3    | темно-синій  | жовтий    |
| 1    | темно-синій  | жовтий    |
| 15   | темно-синій  | жовтий    |
| 5    | темно-синій  | білий     |
| 9    | темно-синій  | білий     |
| 13   | темно-синій  | білий     |
| 11   | темно-синій  | білий     |
| 14   | світло-синій | жовтий    |
| 2    | світло-синій | жовтий    |
| 10   | світло-синій | жовтий    |
| 6    | світло-синій | жовтий    |
| 4    | світло-синій | білий     |
| 12   | світло-синій | білий     |
| 7    | світло-синій | білий     |
| 16   | світло-синій | білий     |

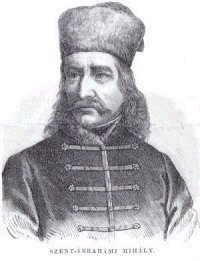
Угорець XVII ст. зі схожим оздобленням одягу
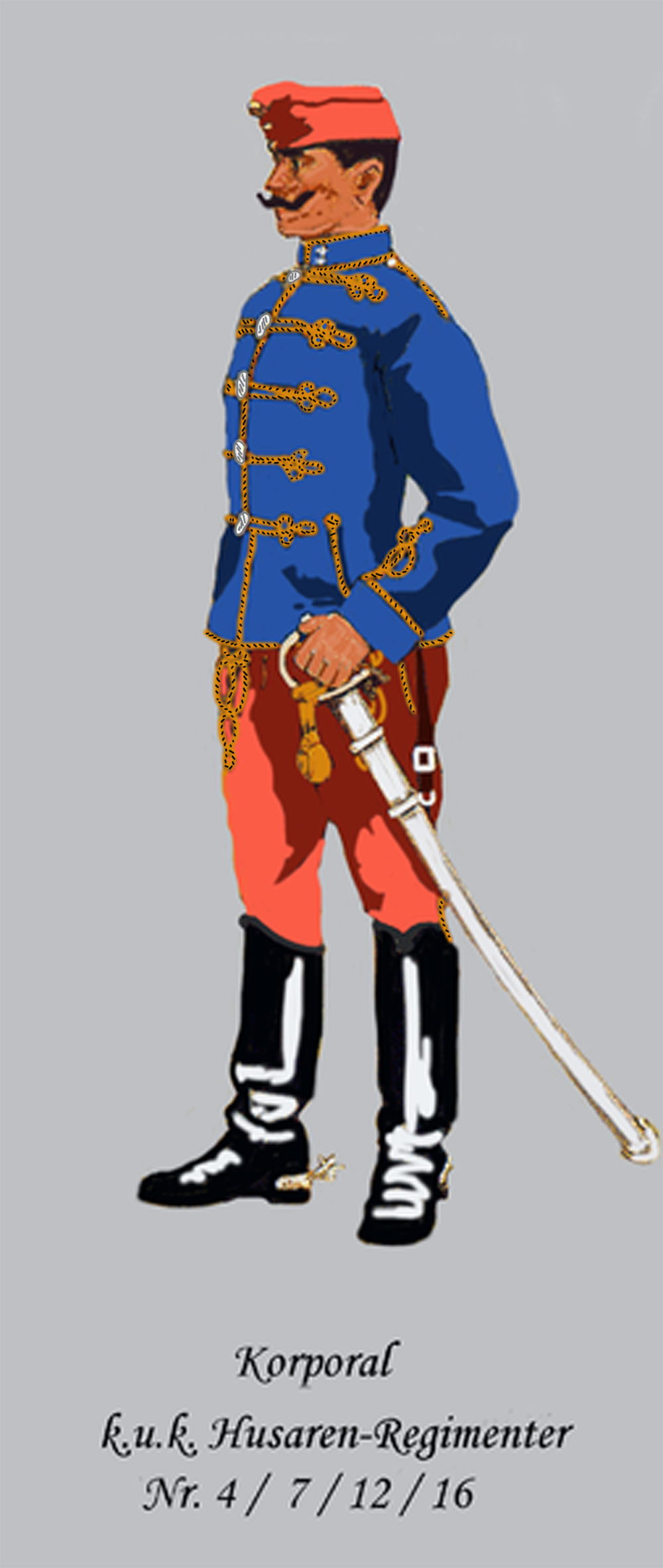
Гусар у світло-синьому мундирі
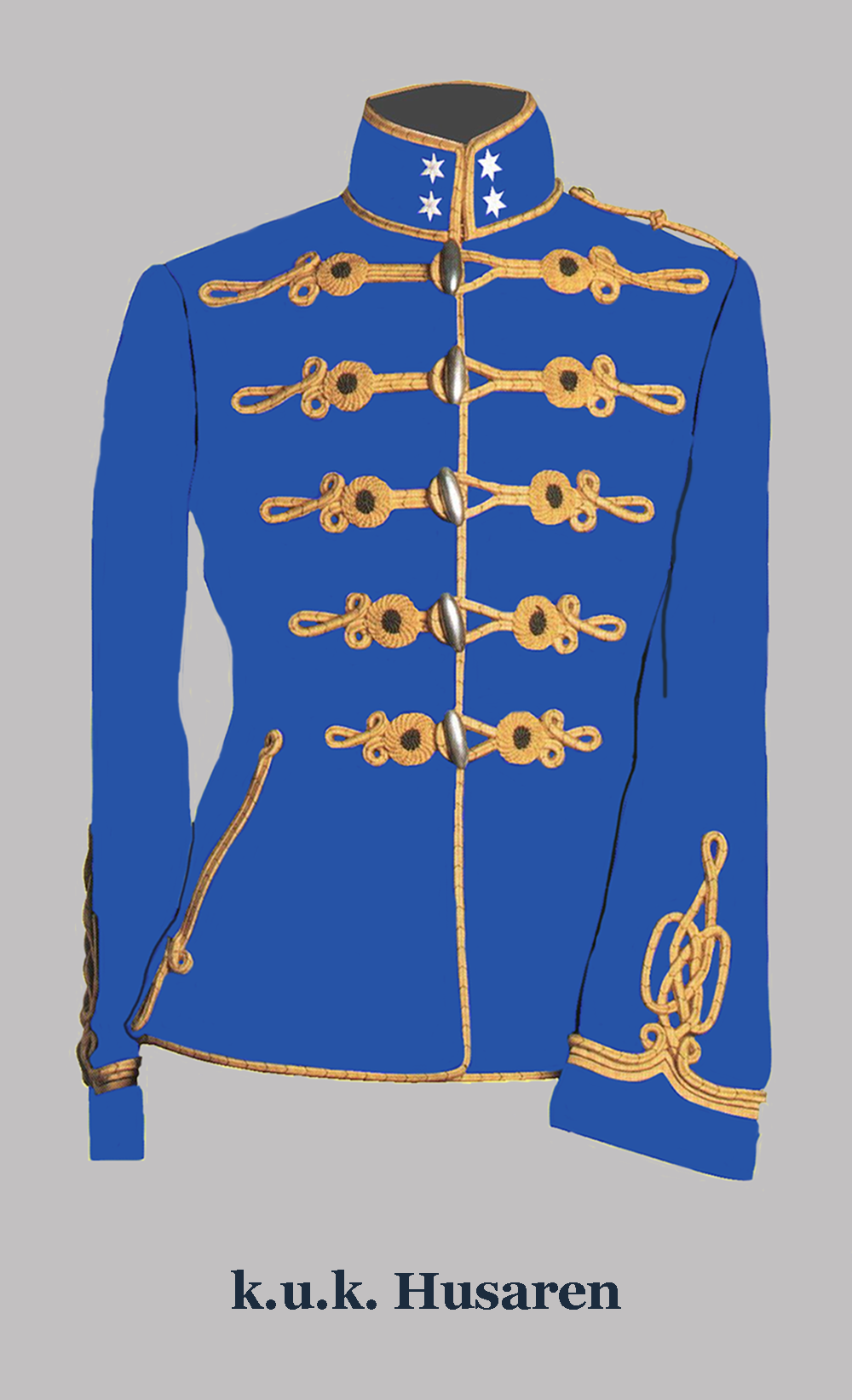
Аттіла капрала гусарів